# Heart on My Sleeve
Heart on My Sleeve – trzeci singel angielskiego wokalisty Olly’ego Mursa z płyty Olly Murs.
Utwór znalazł się na liście UK Singles Chart, docierając do pozycji #20. Pojawił się także na miejscu #22 na liście Hot Adult Contemporary Recurrents. Autorem piosenki jest James Morrison, a producentem muzycznym John Shanks. Do singla został nakręcony teledysk.

## Listy utworów i formaty singla
Digital download:
1. ”Heart on My Sleeve” (album version) - 3:27